# Phare de Mefjordbåen
Le phare de Mefjordbåen (en norvégien : Mefjordbåen fyr) est un phare actif situé à l'entrée de l'Oslofjord extérieur, en mer, dans la commune de Tønsberg, comté de Vestfold.
Il est géré par l'administration côtière norvégienne (en norvégien : Kystverket).

## Historique
C'est un phare offshore à caisson cylindrique supportant une structure ronde de salle de garde surmontée d'une lanterne. Le phare est situé à environ 3 km au large de la côte ouest du fjord , au nord-est de Tønsberg.

## Caractéristiques dufeu maritime
Identifiant : ARLHS : NOR-302 ; NF-031600 - Amirauté : B2482.5 - NGA : 0646.

### Lien connexe
- Liste des phares de Norvège